# Jesteśmy razem z Rosją
Jesteśmy razem z Rosją (ros. Мы вместе с Россией) – prorosyjski ruch społeczny i polityczny działający na terenie obwodu zaporoskiego po inwazji Rosji na Ukrainę w 2022 roku.

## Historia
Ruch powstał najprawdopodobniej w lipcu 2022 roku (27.07.2022 otwarto pierwszą siedzibę organizacji), a na jego przewodniczącego wybrany został Władimir Rogow, który już wcześniej pełnił funkcję okupacyjnych władz obwodu zaporoskiego. Zgodnie z jego wypowiedzią, miała ona na celu „przyspieszenie procesu wchodzenia regionu do Rosji”, a także „poprawy życia jego mieszkańców”. Według rosyjskich mediów wolontariusze ruchu uruchamiali punkty pomocy humanitarnej w różnych miejscowościach obwodu.
We wrześniu 2022 roku działacze ruchu zwrócili się do władz okupacyjnych obwodu zaporoskiego o rozpisanie referendum w sprawie włączenia regionu do Federacji Rosyjskiej na wzór tych, które miały zostać przeprowadzone w Donieckiej i Ługańskiej Republice Ludowej. Szef administracji wojskowo-cywilnej obwodu zaporoskiego (prorosyjskiej) Jewhen Bałycki przystał na to żądanie. Głosowanie trwało od 23 do 27 września, a wyniki wykazały, że 93% głosujących opowiedziało się za oderwaniem od Ukrainy. Referendum nie zostało jednak uznane przez społeczność międzynarodową, a podczas procesu głosowania wykazano szereg nieprawidłowości.
Siedziby ruchu były kilkukrotnie atakowane, zwłaszcza po ogłoszeniu planów referendalnych, Miało to miejsce w Melitopolu, Berdiańsku czy Enerhodarze.